# アポロSA-4
アポロSA-4は、アメリカ合衆国のアポロ計画において4度目に発射されたサターンI 型ロケットである。アポロSA-1から続いた第一段ロケットの試験飛行は、これで完了した。

## 目的
SA-4は、サターンI 一段目ロケットの最後の試験飛行であった。今回の最も重要な目的は、エンジンの一基を発射から約100秒後に停止するというものであった。実験がうまくいけば、本来はカットされたエンジンが使用するはずだった燃料が残りのエンジンに振り分けられ、燃焼時間を長くすることによってロケットは正しい軌道に復帰する。この技術は後のアポロ6号やアポロ13号でも大いに役立てられた。また今回も、二段目にはダミーが搭載された。

## 飛行
1963年3月28日、SA-4は予定どおり発射から100秒後に第5エンジンを停止した。燃料は残りのエンジンに適切に供給され、ロケットは正しい軌道に乗った。第5エンジンは冷却システム（燃料をエンジン外壁のパイプに通して熱を奪うシステム）が作動しなくなることで、他のエンジンの熱によって破壊されるのではないかと予想されたが、そのようなことはなかった。この実験は、クラスター方式（複数のエンジンを束ねる方式）のロケットを開発するための、重要な検証となるものであった。
ロケットは高度129kmまで達し、最高速度は時速5,906kmであった。また燃焼終了後に、今後のロケット切り離しの技術で必要になってくる逆推進ロケットを噴射した。SA-4は一段目と二段目が切り離せる構造にはなっていなかったため、逆噴射は特に必要な行程ではなかったが、正常に作動することが確認された。

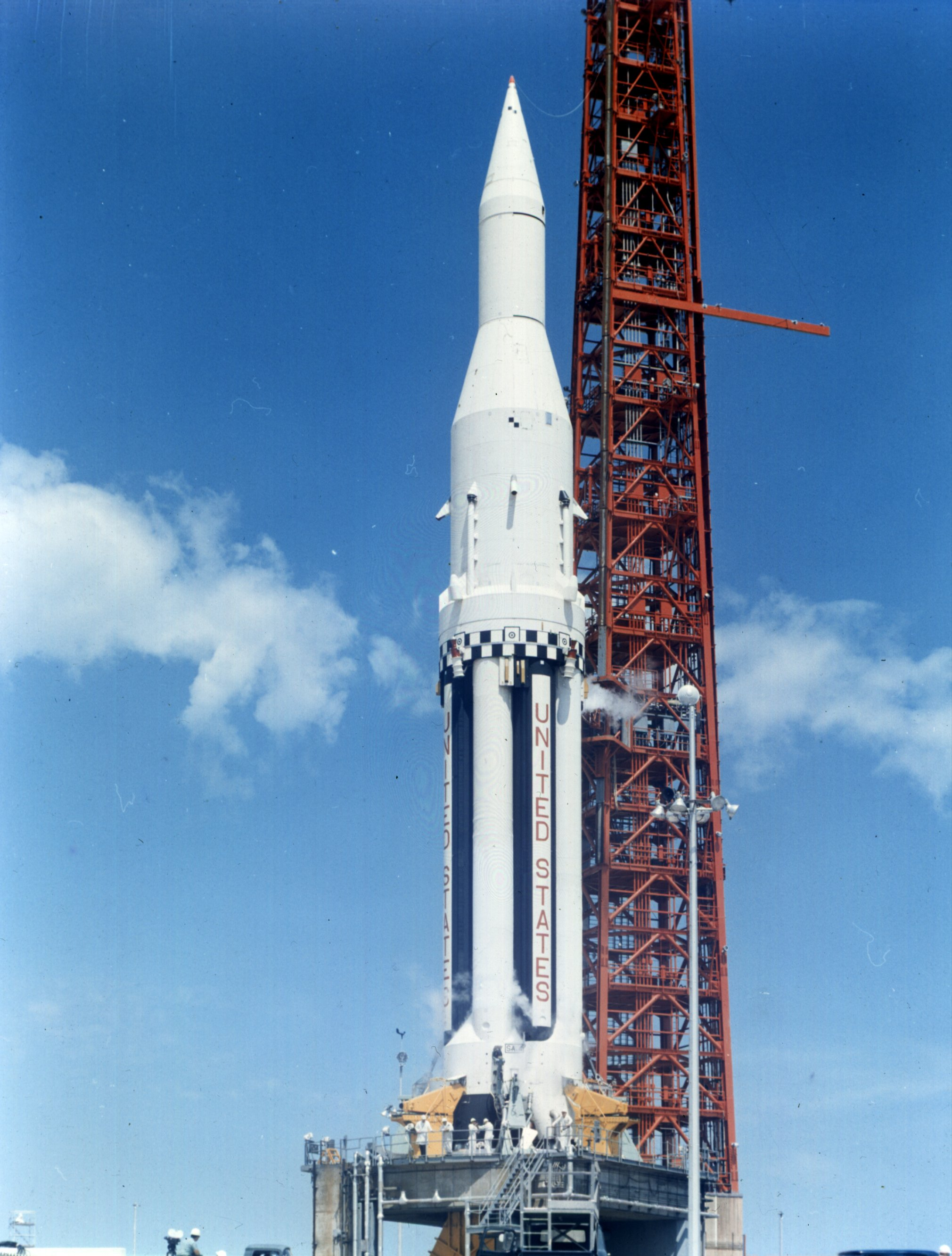
34番発射台上のSA-4